# Тадеуш Грабянка
Тадеуш Грабянка (пол. Tadeusz Grabianka; 8 січня 1740, Райківці, Подільське воєводство, Річ Посполита — 6 жовтня 1807, Санкт-Петербург, Російська імперія) — польський (Подільське воєводство) шляхтич гербу Лещиць, лівський староста (від 1770), містик, алхімік, ілюмінат. Псевдоніми: «Граф Остап» (фр. Comte Ostap), «Польський Граф» (фр. Comte Polonais), «Граф Сутківський», «Король Нового Ізраїлю».

## Коротка біографія
Батьки: Юзеф Каєтан Грабянка, підчаший летичівський, і Маріанна з Калиновських. Народився в замку в Райківцях, який належав його матері.
Завдяки старанням матері, виховувався у Франції (Лотарингії) при дворі польського екс-короля Станіслава Лещинського, герцога Лотаринзького. Навчаючись у Парижі, познайомився з діяльністю масонів і езотериків.
Повернувся на батьківщину після смерті батька (1759). Успадкував значний маєток, до якого входили три шляхетські резиденції (Остапківці, Райківці, Сутківці), будинки у Львові та Кам'янці, а також 14 сіл.
1771 року оженився з Терезою Стадницькою, того ж року подружжя переїхало до Остапківців.
В 1775 у Райковецькому замку Грабянку відвідали граф Каліостро та Бруморе, де вони разом працювали над алхімічними дослідами.
Інтерес до містики звів Грабянку з масоном гр. Августом Мошинським і Яном Салвертом, які у Варшаві заснували Академію таємних наук.
Діяльність Грабянки як ілюміната почалась в помісті гр. Гайнріха фон Пройсена в Берліні. Там він познайомився з Пернеті і Бруморе, братом відомого хіміка. 1770 до берлінського кола належав також граф Сен-Жермен (17 ? −1784). Імовірно також Грабянка був меценатом цієї групи.
Грабянка заснував ложу, до якої входили також жінки і діти. До цієї групи входили його дружина, її сестра Текля з чоловіком Яном Амором Тарновським і також Маріанна Лянцкоронська-Стадніцька, донька Анна Грабянка.
В 1785 повернувся з Поділля до Авіньйону, де заснував Academie des Sages, а пізніше в Монпельє, Дуе і Могилеві-Подільському. Грабянка був обраний магістром ложі під титулом «Король Нового Ізраїлю»
Грабянка і Пернеті були майстрами ілюмінатів Авіньйону, і Грабянка під псевдонімом Граф Остап (Граф Сутковський) поширював своє вчення і сприяв заснуванню нових лож в Лондоні, Італії.
14 вересня 1791 за наказом з Риму ілюмінати припинили свою діяльність в Авіньйоні.

Останні роки свого життя Грабянка жив в помістях Чарторийських, Любомирських, Тарновських, а потім в Тульчині у графа Станіслава Щенсного Потоцького до 13 березня 1805). Польський сенатор Юзеф Август Ілінський призначив йому щорічну пенсію.
«То був Тадеуш Граб'янка, ливський староста, подоляк, містик, засновник і голова Авіньйонської секти, який нині шукав притулку в чужих домах. І він мав чималі статки, але пожертвував ними задля свого вчення, перед ним відкривався шлях до чинів і почестей, але він зрікся їх в ім'я вищої мети; він мав кохану дружину, дітей, але й їх залишив задля ідеї. Ця ідея вела його з прапором у руках, на якому світилися таємні й не зрозумілі для юрби знаки, в середовище, просякнуте матеріалізмом. Ніщо не бентежило його: ні люта інквізиція, ні скроплена кров'ю гільйотина… Він завжди залишався сам собою, вірний переконанням, які поширював.
Таким його бачили в місті Авіньйоні, де його доглядали королівські сини і принци крові; таким він був і нині, зневажений усіма, без копійки в кишені, одягнутий у скромне й пошарпане вбрання. В очах, наповнених вогнем, світилася віра; посмішка випромінювала спокій і чарівливу знаду; у манерах відчувалися смиренність і злагода…».
Юзеф Роллє.
В серпні 1805 переїхав до Петербурга, де, проповідуючи своє вчення, став відомим у місцевих масонських колах. У квітні 1807 на хвилі масонофобії та галлофобії, викликаній війною Росії проти Наполеона, Грабянка був заарештований. Через пів року помер у Петропавлівській фортеці, не дочекавшись суду.
Похований у Санкт-Петербурзі, в костелі Святої Катерини.

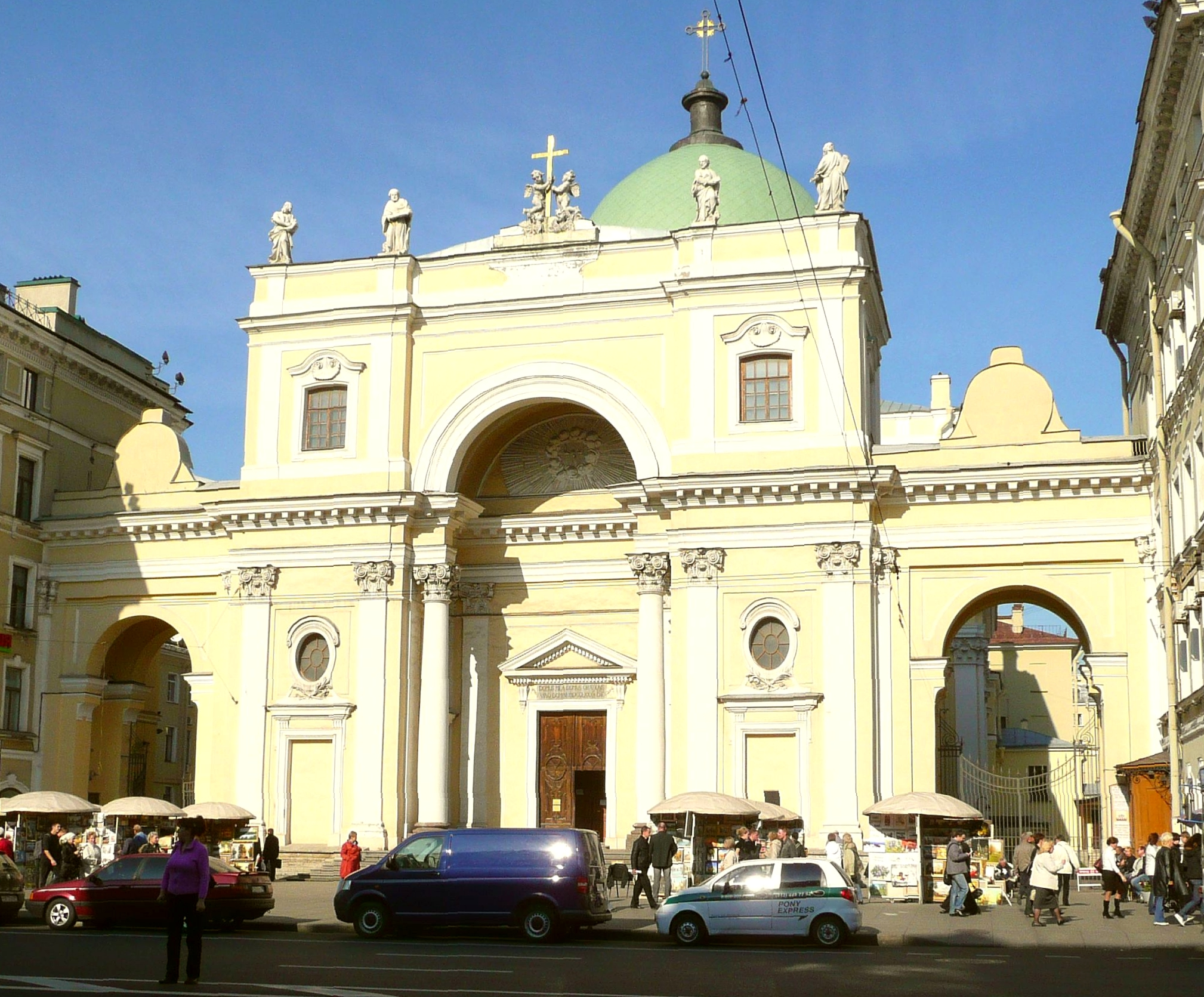